# Samuele Zannoni
Samuele Zannoni (San Marino, 29 aprile 2002) è un calciatore sammarinese, centrocampista del Pietracuta e della nazionale sammarinese.

## Caratteristiche tecniche
Centrocampista tecnico e forte fisicamente, è abile in zona gol.

## Carriera

### Club
Nato nel 2002, dopo le giovanili con San Marino Academy e un passaggio in Eccellenza Emilia-Romagna con i riminesi del Tropical Coriano, nella seconda parte del Campionato Sammarinese 2020-2021 ha fatto registrare sette presenze e due reti con la maglia del Cailungo, esordendo con gol il 28 febbraio 2021 alla settima giornata, realizzando all' 86' la rete del definitivo successo per 3-2 in trasferta sul campo del Domagnano, dopo essere subentrato al 69'. Ha terminato la stagione al 14º posto in campionato.
Dalla stagione successiva è andato a giocare in Italia, militando per due stagioni consecutive (2021-2022 e 2022-2023) con il Pietracuta dell'omonima frazione di San Leo, in provincia di Rimini, vincendo il girone F di Promozione il primo anno, ottenendo così la promozione in Eccellenza, dove si è salvato con il 13º posto nel girone B.
Nel 2023-2024 è rimasto nel Riminese, con il Torconca di Cattolica, dove si è piazzato 14º nel girone D di Promozione, retrocedendo però in Prima Categoria dopo il play-out con la Stella di Rimini.
Nell'estate 2024 è tornato al Pietracuta, di nuovo in Eccellenza.

### Nazionale
Ha esordito con le nazionali giovanili sammarinesi nel 2022, con l'Under-21, entrando all' 84' della sconfitta per 4-0 a Budapest, in trasferta contro l'Ungheria, del 24 marzo, nelle qualificazioni all'Europeo di categoria di Georgia-Romania 2023.
Il 6 giugno 2024 ha realizzato una tripletta, con reti tutte nel primo tempo, al 5', 16' e 26', in amichevole ad Acquaviva contro Gibilterra, dando ai suoi la vittoria dopo oltre un decennio senza successi, con la massima selezione giovanile sammarinese che ha così trovato per la prima volta nella sua storia più di una rete in una sola partita.
Poco meno di due mesi dopo, il 5 settembre 2024 ha debuttato in nazionale maggiore, entrando al 62' della sfida del gruppo 1 della Lega D di Nations League, in casa a Serravalle contro il Liechtenstein, vinta per 1-0, subentrando all'autore del gol Nicko Sensoli. San Marino è tornata così alla vittoria a più di 20 anni dall'ultimo e unico successo, nello stesso stadio e contro lo stesso avversario, ma in amichevole; si è trattato quindi della prima vittoria sammarinese in competizioni ufficiali.
Il 24 marzo 2025 realizza la sua prima rete con la massima selezione sammarinese nella sconfitta interna contro la Romania (1-5).

## Statistiche

### Presenze e reti nei club
Statistiche aggiornate al 18 maggio 2025.
| Stagione          | Squadra           | Campionato        | Campionato | Campionato | Coppe nazionali | Coppe nazionali | Coppe nazionali | Coppe continentali | Coppe continentali | Coppe continentali | Altre coppe | Altre coppe | Altre coppe | Totale | Totale | Totale |
| Stagione          | Squadra           | Comp              | Pres       | Reti       | Comp            | Pres            | Reti            | Comp               | Pres               | Reti               | Comp        | Pres        | Reti        | Pres   | Reti   |        |
| ----------------- | ----------------- | ----------------- | ---------- | ---------- | --------------- | --------------- | --------------- | ------------------ | ------------------ | ------------------ | ----------- | ----------- | ----------- | ------ | ------ | ------ |
| feb.-giu. 2021    | Cailungo          | CS                | 7          | 2          | CT              | 0               | 0               | -                  | -                  | -                  | -           | -           | -           | 7      | 2      |        |
| 2021-2022         | Pietracuta        | Prom.             | ?          | ?          | CI-Prom.        | ?               | ?               | -                  | -                  | -                  | -           | -           | -           | ?      | ?      |        |
| 2022-2023         | Pietracuta        | Ecc.              | ?          | ?          | CI-Dil          | ?               | ?               | -                  | -                  | -                  | -           | -           | -           | ?      | ?      |        |
| 2023-2024         | Torconca          | Prom.             | 29+1       | 16+1       | CI-Prom.        | 3               | 2               | -                  | -                  | -                  | -           | -           | -           | 33     | 19     |        |
| 2024-2025         | Pietracuta        | Ecc.              | 33+2       | 11         | CI-Dil          | 2               | 1               | -                  | -                  | -                  | -           | -           | -           | 37     | 12     |        |
| 2025-2026         | Pietracuta        | Ecc.              | 0          | 0          | CI-Dil          | 0               | 0               | -                  | -                  | -                  | -           | -           | -           | 0      | 0      |        |
| Totale Pietracuta | Totale Pietracuta | Totale Pietracuta | 35+        | 11+        |                 | 2+              | 1+              |                    | -                  | -                  |             | -           | -           | 37+    | 12+    |        |
| Totale carriera   | Totale carriera   | Totale carriera   | 72+        | 30+        |                 | 5+              | 3+              |                    | -                  | -                  |             | -           | -           | 77+    | 33+    |        |

### Cronologia presenze e reti in nazionale
| Cronologia completa delle presenze e delle reti in nazionale ― San Marino | Cronologia completa delle presenze e delle reti in nazionale ― San Marino | Cronologia completa delle presenze e delle reti in nazionale ― San Marino | Cronologia completa delle presenze e delle reti in nazionale ― San Marino | Cronologia completa delle presenze e delle reti in nazionale ― San Marino | Cronologia completa delle presenze e delle reti in nazionale ― San Marino | Cronologia completa delle presenze e delle reti in nazionale ― San Marino | Cronologia completa delle presenze e delle reti in nazionale ― San Marino |
| Data                                                                      | Città                                                                     | In casa                                                                   | Risultato                                                                 | Ospiti                                                                    | Competizione                                                              | Reti                                                                      | Note                                                                      |
| ------------------------------------------------------------------------- | ------------------------------------------------------------------------- | ------------------------------------------------------------------------- | ------------------------------------------------------------------------- | ------------------------------------------------------------------------- | ------------------------------------------------------------------------- | ------------------------------------------------------------------------- | ------------------------------------------------------------------------- |
| 5-9-2024                                                                  | Serravalle                                                                | San Marino                                                                | 1 – 0                                                                     | Liechtenstein                                                             | UEFA Nations League 2024-2025 - 1º turno                                  | -                                                                         | 62’                                                                       |
| 10-9-2024                                                                 | Chișinău                                                                  | Moldavia                                                                  | 1 – 0                                                                     | San Marino                                                                | Amichevole                                                                | -                                                                         | 65’                                                                       |
| 10-10-2024                                                                | Gibilterra                                                                | Gibilterra                                                                | 1 – 0                                                                     | San Marino                                                                | UEFA Nations League 2024-2025 - 1º turno                                  | -                                                                         | 52’ 70’                                                                   |
| 13-10-2024                                                                | Andorra la Vella                                                          | Andorra                                                                   | 2 – 0                                                                     | San Marino                                                                | Amichevole                                                                | -                                                                         | 66’                                                                       |
| 15-11-2024                                                                | Serravalle                                                                | San Marino                                                                | 1 – 1                                                                     | Gibilterra                                                                | UEFA Nations League 2024-2025 - 1º turno                                  | -                                                                         | 60’                                                                       |
| 18-11-2024                                                                | Vaduz                                                                     | Liechtenstein                                                             | 1 – 3                                                                     | San Marino                                                                | UEFA Nations League 2024-2025 - 1º turno                                  | -                                                                         | 61’                                                                       |
| 21-3-2025                                                                 | Larnaca                                                                   | Cipro                                                                     | 2 – 0                                                                     | San Marino                                                                | Qual. Mondiali 2026                                                       | -                                                                         | 77’                                                                       |
| 24-3-2025                                                                 | Serravalle                                                                | San Marino                                                                | 1 – 5                                                                     | Romania                                                                   | Qual. Mondiali 2026                                                       | 1                                                                         | 76’                                                                       |
| 7-6-2025                                                                  | Zenica                                                                    | Bosnia ed Erzegovina                                                      | 1 – 0                                                                     | San Marino                                                                | Qual. Mondiali 2026                                                       | -                                                                         |                                                                           |
| 10-6-2025                                                                 | Serravalle                                                                | San Marino                                                                | 0 – 4                                                                     | Austria                                                                   | Qual. Mondiali 2026                                                       | -                                                                         | 72’                                                                       |
| Totale                                                                    |                                                                           | Presenze                                                                  | 10                                                                        |                                                                           | Reti                                                                      | 1                                                                         |                                                                           |

## Palmarès

### Club

#### Competizioni regionali
- Promozione Emilia-Romagna: 1

Pietracuta: 2021-2022 (girone F)